# Hebrejská Wikipedie
Hebrejská Wikipedie (ויקיפדיה העברית) je jazyková verze Wikipedie v hebrejštině. Byla založena v červenci 2003. V lednu 2022 obsahovala přes 308 000 článků a pracovalo pro ni 36 správců. Registrováno bylo přes 936 000 uživatelů, z nichž bylo asi 3 100 aktivních. V počtu článků byla 37. největší Wikipedie.